# Princess Cruises
Princess Cruises – amerykańsko–brytyjska linia wycieczkowców (ang. cruise line), z siedzibą w Santa Clarita w stanie Kalifornia w Stanach Zjednoczonych. Obecnie jest jedną z jedenastu marek będących własnością i zarządzanych przez Carnival Corporation & plc. Wcześniej stanowiła oddział P&O Princess Cruises PLC. Po fuzji Carnival Corporation i P&O Princess w 2002, zarządzanie spółką zostało przekazane amerykańskiemu oddziałowi Carnival'a, aczkolwiek siostrzana spółka – Carnival UK – jest odpowiedzialna za sprzedaż i marketing na terenie Wielkiej Brytanii.
Princess Cruises stała się sławna dzięki amerykańskiemu serialowi telewizyjnemu Statek miłości (ang. The Love Boat), którego akcja miała miejsce na dwóch statkach należących do kompanii: Island Princess oraz Pacific Princess. Pierwotna emisja serialu w latach 1977-1986 przyciągała przed telewizory miliony widzów. Był nadawany przez stację telewizyjną ABC.